# Perapat Timur
Perapat Timur is een bestuurslaag in het regentschap Aceh Tenggara van de provincie Atjeh, Indonesië. Perapat Timur telt 403 inwoners (volkstelling 2010).